# Master of the Moon
Master of the Moon deseti je i posljednji studijski album američkog heavy metal sastava Dio. Diskografska kuća Steamhammer objavila ga je u Europi 30. kolovoza 2004., dok ga je Sanctuary Records objavio 7. rujna 2004. u SAD-u.

## O albumu
Na Master of the Moonu ponovno je svirao gitarist Craig Goldy, koji je prethodno svirao na albumima Dream Evil (iz 1987.) i Magica (iz 2000.). Bas-gitaru svira Jeff Pilson, bubnjeve svira Simon Wright, a klavijature svira Scott Warren.
Dio pjesme "Death by Love" napisao je Chuck Garric, bivši koncertni basist u vrijeme promidžbe albuma Magica.

## Turneja
Na promidžbenoj su turneji za album Diju predgrupe bile Fireball Ministry i Anthrax. Skupina je svirala pjesme iz različitih razdoblja Dijeve karijere, među kojima su bile i pjesme grupa Rainbow i Black Sabbath.
Zbog drugih obveza Pilson nije mogao nastupati na turneji te ga je na njoj zamijenio basist Rudy Sarzo.

## Popis pjesama
Tekstovi: Ronnie James Dio. 
| 1.    | »One More for the Road«     | Dio, Craig Goldy                 | 3:17 |
| 2.    | »Master of the Moon«        | Dio, Goldy                       | 4:19 |
| 3.    | »The End of the World«      | Dio, Goldy                       | 4:39 |
| 4.    | »Shivers«                   | Dio, Goldy                       | 4:16 |
| 5.    | »The Man Who Would Be King« | Dio, Goldy                       | 4:59 |
| 6.    | »The Eyes«                  | Dio, Goldy                       | 6:27 |
| 7.    | »Living the Lie«            | Dio, Goldy, Simon Wright         | 4:26 |
| 8.    | »I Am«                      | Dio, Goldy                       | 5:00 |
| 9.    | »Death by Love«             | Dio, Goldy, Chuck Garric, Wright | 4:22 |
| 10.   | »In Dreams«                 | Dio, Goldy                       | 4:26 |
| 46:11 |                             |                                  |      |

| Bonus skladba na japanskoj inačici albuma | Bonus skladba na japanskoj inačici albuma | Bonus skladba na japanskoj inačici albuma | Bonus skladba na japanskoj inačici albuma | Bonus skladba na japanskoj inačici albuma | Bonus skladba na japanskoj inačici albuma | Bonus skladba na japanskoj inačici albuma | Bonus skladba na japanskoj inačici albuma | Bonus skladba na japanskoj inačici albuma | Bonus skladba na japanskoj inačici albuma |
| Br.                                       | Skladba                                   | Trajanje                                  |                                           |                                           |                                           |                                           |                                           |                                           |                                           |
| ----------------------------------------- | ----------------------------------------- | ----------------------------------------- | ----------------------------------------- | ----------------------------------------- | ----------------------------------------- | ----------------------------------------- | ----------------------------------------- | ----------------------------------------- | ----------------------------------------- |
| 11.                                       | »The Prisoner of Paradise«                | 4:01                                      |                                           |                                           |                                           |                                           |                                           |                                           |                                           |
| 50:12                                     |                                           |                                           |                                           |                                           |                                           |                                           |                                           |                                           |                                           |

## Recenzije
James Christopher Monger, recenzent s web-stranice AllMusic, albumu je dodijelio tri zvjezdice od njih pet i izjavio je: "Ima trenutaka koji nadahnjuju, kao što su zmijoliki rif koji podsjeća na Briana Maya u naslovnoj skladbi i iznenađujuće politična, melodična i složena "The Man Who Would Be King" – u kojoj RJD na svojstven način aludira na narode Bliskog istoka kao na "narode pijeska" ("the people of the sand"); to su njegovi najzabavniji trenutci od pjesme "All the Fools Sailed Away" iz 1987. godine, no Dio je na većem dijelu albuma na autopilotu, zbog čega je taj uradak nalik ne baš uzbudljivoj igri među ruševinama odavno zaboravljene zemlje i vremena."

## Zasluge
| Dio - Ronnie James Dio – vokali, produkcija - Craig Goldy – gitara, klavijature - Jeff Pilson – bas-gitara - Scott Warren – klavijature - Simon Wright – bubnjevi | Ostalo osoblje - Sandra Hiltmann – umjetnička direktorica, dizajn - Marc Sasso – naslovnica, ilustracije - Wyn Davis – tonska obrada - Brian Daugherty – pomoćni tonski majstor - Michael McMullen – pomoćni tonski majstor - Eddy Schreyer – mastering - Alex Solca – fotografija |

## Ljestvice
| Ljestvica (2004.)        | Najviša Pozicija |
| ------------------------ | ---------------- |
| Finska                   | 16               |
| Njemačka                 | 62               |
| SAD (Independent Albums) | 7                |
| Švedska                  | 35               |